# Крутошинский, Андрей Михайлович
Андрей Михайлович Крутошинский (28 декабря 1918 — 9 сентября 1944) — участник Великой Отечественной войны, помощник начальника штаба артиллерии 139-й стрелковой Рославльской Краснознамённой ордена Суворова дивизии по разведке 50-й армии 2-го Белорусского фронта, Герой Советского Союза (1945), капитан.

## Биография
Родился 28 января 1918 года в городе Перми в семье рабочего. Русский.
С 1919 года жил в Свердловске (ныне — Екатеринбург). Учился в Шарташской начальной школе и средней школе № 12 города Свердловска.
В 1941 году с отличием закончил Свердловский горный институт имени В. В. Вахрушева.
В 1941 году был призван в Красную Армию.
На фронте с июля 1942 года.
15 августа 1942 года в районе деревни Теленково, ныне сельского поселения «Успенское» Ржевского района Тверской области командир штабной батареи начальника артиллерии 139-й стрелковой дивизии старший лейтенант Крутошинский, находясь в боевых порядках рот 609-го стрелкового полка 139 СД, корректировал огонь артиллерии, уничтожая огневые точки противника, проявил личную храбрость и умение, организовал пехотные подразделения и повёл их в атаку, показывая пример своей храбростью, в результате чего деревня Теленково была занята. 9 сентября 1942 года в бою у деревни Уварово, ныне Торопецкого района Тверской области, немецкая пехота при поддержке танков предприняла контратаку. Крутошинский, находясь в боевых порядках пехоты, принял командование противотанковым орудием, из которого открыл огонь по головному танку противника, который получил два прямых попадания, в результате вражеская контратака была сорвана. За эти боевые отличия Крутошинский был представлен к ордену Красного Знамени, но заместитель командующего артиллерией 31-й армии понизил награду до ордена Красной Звезды, которым приказом по 31-й армии № 026/н от 18.03.1943 г. Крутошинский был награждён.
29 марта 1943 года в ходе Ржевско-Вяземская наступательной операции в бою за деревню Большая Каменка в Спас-Деменском районе Калужской области противник вывел из строя расчёты трёх 45-мм орудий 609-го стрелкового полка 139 СД, заместитель командира дивизиона 354-го артиллерийского полка 139 СД капитан Крутошинский под сильным вражеским обстрелом собрал уцелевших бойцов и, лично командуя орудиями, открыл прицельный огонь по огневым точкам противника, за что во второй раз был представлен к ордену Красного Знамени, однако командующий артиллерией 10-й армии понизил награду до ордена Отечественной войны 2-й степени, которым приказом по 10-й армии № 0537 от 22.09.1943 г. Крутошинский был награждён.
В наступательных боях в августе-октябре 1943 года заместитель командира 3-го дивизиона 354-го артиллерийского полка 139 СД — начальник артиллерийской разведки 139-й стрелковой дивизии капитан Крутошинский отличной организацией разведки обеспечил гибкое управление огнём артиллерии дивизии, что способствовало успешному выполнению боевых задач. Дивизия с боями прошла свыше 200 км, форсировала реки Десна, Остёр, Сож и освободила город Рославль. 13 августа 1943 года Крутошинский впереди пехотных подразделений вёл личную разведку в районе отметки 216.5-600 м юго-зап. Мамоново, в Кировском районе Калужской области, при нём находились разведчик и телефонист. В это время с высоты 216.5 противник силою 4 танков и 30 автоматчиков предпринял атаку. Организовав оборону, Крутошинский с находившимися при нём бойцами огнём из личного оружия рассеял десант, уничтожив до 10 человек; танки, встреченные огнём прямой наводкой стоявшей в 300 м батареи, отошли. 14 августа 1943 года Крутошинский с той же группой, зайдя во фланг противнику и открыв сильный автоматный огонь, обеспечил захват нового рубежа в районе высоты ротой 718-го стрелкового полка 139 СД. 17 октября 1943 года в районе Ленино, Горецкий район, Могилёвская область, Белоруссия, Крутошинский с разведчиком, ведя личную разведку, выдвинулся вперёд пехотных подразделений и в течение 14 часов огнём из личного оружия отбивал атаки мелких групп противника, чем обеспечил прикрытие фланга 364-го стрелкового полка 139 СД.
2 апреля 1944 года приказом по 10-й армии № 021/н капитан Крутошинский награждён орденом Красного Знамени.
27 июня 1944 года при форсировании реки Реста помощник начальника штаба артиллерии по разведке 139-й стрелковой дивизии капитан Крутошинский умело организовал управление огнём артиллерийского полка, который отразил 2 контратаки, захватил переправу, обеспечив быстрое продвижение стрелковых подразделений. Развивая наступление, группа под его командованием захватила предместье Могилёва — посёлок Луполово. Среди взятых в плен оказался связной штаба 12-й пехотной дивизии вермахта, который дал ценные сведения. В ночь на 28 июня Крутошинский вышел с 1-м и 2-м батальонами 609-го стрелкового полка 139 СД к Днепру и, форсировав на плотах реку, лично участвовал с командиром 2-го батальона 609 СП капитаном Рабиным при пленении штаба 12-й пехотной дивизии в городе Могилёве. В плен были взяты все штабные офицеры, в том числе командир дивизии генерал-лейтенант Бамлер и комендант Могилёва Эрмансдорф. 1 июля 1944 года, идя во главе десанта автоматчиков и руководя группой разведчиков в 8 человек, по собственной инициативе форсировал вплавь реку Клева, атаковал и выбил противника из деревни Козлов Берег, ныне Березинского района Минской области Белоруссии. 2 июля 1944 года, ведя разведку с группой в 6 человек в лесу юго восточнее 3 км деревни Погост, захватил в плен 49 власовцев и доставил их в 718 СП. За эти бои был представлен к званию Героя Советского Союза.
В дальнейшем участвовал в боях за освобождение Белоруссии, Польши.
К сентябрю 1944 года был уже заместителем командира дивизиона 354-го артиллерийского полка 139-й стрелковой дивизии.
В бою 9 сентября 1944 года под деревней Рудзево ныне Ломжинский повят, Подляское воеводство, Польша по собственной инициативе организовал группу бойцов 609 СП и поднял их в атаку на противника, находившегося в противотанковом рву южнее д. Рудзево. Огнём вражеского автоматчика был сражён на поле боя в 10 м от цели атаки.
Похоронен в местечке Снядово (15 км южнее города Ломжа, Польша).
21 сентября 1944 года Приказом по 49-й армии № 052/н капитан Крутошинский награждён орденом Отечественной войны 1-й степени посмертно.
Указом Президиума Верховного Совета СССР от 26 октября 1944 года капитану Крутошинскому Андрею Михайловичу присвоено звание Героя Советского Союза посмертно.

## Награды
- Медаль «Золотая Звезда» Героя Советского Союза (26.10.1944);
- орден Ленина (26.10.1944);
- орден Красного Знамени (02.04.1944);
- орден Отечественной войны 1-й степени (21.09.1944);
- орден Отечественной войны 2-й степени (22.09.1943);
- орден Красной звезды (18.03.1943).

## Память
- Имя Героя высечено золотыми буквами в зале Славы Центрального музея Великой Отечественной войны в Парке Победы города Москва.
- Его имя увековечено на мемориальной доске, установленной на здании горного университета в Екатеринбурге.
- Наиболее ценным и престижным для спортсменов высокого класса является приз имени Андрея Крутошинского. Им награждаются победители самого сложного этапа в традиционной эстафете на приз газеты «Горняк» горного университета в забеге сильнейших спортсменов. Так традиционно уже 52 года лучшие спортсмены университета воздают должное памяти Героя Советского Союза.